# Aida Cuevas
Aida Cuevas, née le 24 septembre 1963, est une chanteuse et actrice mexicaine. Elle a sorti 40 albums avec des ventes de plus de 8 millions d'exemplaires et a reçu plus de 600 des prix les plus sélectionnés au monde tout au long de sa carrière artistique, y compris le Grammy et le Latin Grammy en 2010.

## Carrière
Aida Cueavas a commencé à chanter dans des concours amateurs à l'âge de onze ans. Un an plus tard, elle se faisait entendre en direct sur les ondes de XEW-AM (es), une radio locale de la région de Mexico. En 1977, elle s'est produite en Europe.
Le 16 avril 2020, il a participé au single caritatif "Resistiré México" aux côtés de plusieurs artistes mexicains, en faveur des Mexicains pour la maladie COVID-19. 

## Discographie
- (1975-76) Aida Cuevas
- (1977) Para tí
- (1978) Los reyes del palenque
- (1979) Cari - Cari
- (1980) La palenquera
- (1982-83) Aida Cuevas canta lo nuevo de Juan Gabriel
- (1984) Ahora y siempre, la voz de México
- (1985) Aida Cuevas y Lucha Villa
- (1986) Río crecido
- (1987) Aida Cuevas canta a Juan Gabriel
- (1988) Aida Cuevas y lo mejor de José Alfredo Jiménez
- (1989) Canciones de mi pueblo
- (1990) Decisión
- (1991) Aida Cuevas Con la Banda El Recodo
- (1992) Te traigo ganas
- (1992) Huapangos
- (1993) Boleros, voz y sentimiento
- (1994) Aida Cuevas y Rocío Banquells
- (1994) Definitivamente... Aida Cuevas
- (1995) El dueto del siglo (duo avec Carlos Cuevas)
- (1996) Canciones inéditas de María Grever
- (1997) ¡En Vivo! Aida Cuevas y Carlos Cuevas
- (1998) Lucha Reyes : Remembranzas
- (1999) La reina de la canción ranchera
- (2000) Los autores del siglo (duo avec Carlos Cuevas)
- (2001) Háblame de amor
- (2002) Enhorabuena
- (2004) Suite mexicana de Agustín Lara
- (2010) De corazón a corazón... Mariachi Tango
- (2011) Diva & Reina (duo avec Olivia Gorra)

## Filmographie
- (1981) Te solté la rienda
- (1983) No vale nada la vida
- (1989) La gallera
- (1989) Pero sigo siendo el rey
- (1990) El tigre del norte

## Récompenses
- Trophée « Cenanchero » (Málaga, 1977)
- Reine de los Taxistas Mexicanos (1978)
- Revelation ranchera de la Unión de Voceadores (1978)
- Revelation féminine du II Festival de la Canción Ranchera (1980)
- Reine de la Asociación de Charros de Los Ángeles (1980)
- El Heraldo como la Revelación Folclórica de 1980 (1981)
- Reine de los Billeteros de México (1980)
- Reception des clefs de la ville de Stockton (1985)
- Ambassadrice de l'amitié México - Norteamérica (1986)
- Su Majestad Folclórica de la Prensa Nacional (1988)
- Meilleure interprète du festival OTI (1990)
- Reine de los Zapateros de San Mateo Atenco (1992)
- Estrella de Plata como la voz de 1996
- Reine de los Mariachis (1998)
- Mr. Amigo (2002)
- Nomination au Grammy Latino pour son album « Enhorabuena » (2003)
- Lauréate d'un Grammy pour son album « De Corazón A Corazón  » dans la catégorie « Best Tango Album » (2010)[2]

## Sources
- (es) Cet article est partiellement ou en totalité issu de l’article de Wikipédia en espagnol intitulé « Aida Cuevas » (voir la liste des auteurs).